# Crime Zone
Crime Zone é un film statunitense del 1988 diretto da Luis Llosa.

## Trama
Due giovani ribelli vivono in un mondo in cui il crimine viene eliminato nel mondo fascista post-nucleare di domani, finché non si uniscono come fuorilegge in stile Bonnie e Clyde e si lanciano in una follia criminale.